# (10924) Mariagriffin
(10924) Mariagriffin (1998 BU25) – planetoida z pasa głównego asteroid okrążająca Słońce w ciągu 5,31 lat w średniej odległości 3,04 j.a. Odkryta 29 stycznia 1998 roku.